# De Kaplote
De Kaplote is het oudste burgerhuis van de gemeente Wingene in de provincie West-Vlaanderen. De vakwerkhoeve ligt in de gelijknamige Kaplotestraat nabij het centrum, ten oosten van de Sint-Amanduskerk.

## Beschrijving
De Kaplote is gebouwd in de 16de à 17de eeuw. Samen met de Sint-Amanduskerk, en de beperkte bebouwing er rond, is het de enige bebouwing in het dorpscentrum uit die periode. Het is vormgegeven als een woning met één bouwlaag met zadeldak op een vierkant stuk grond. Het tiendenboek van het Sint-Amandsche uit 1639 beschrijft het zo. Het pand ressorteerde destijds onder de heerlijkheid "t Heerschip Ter Kercken". Aldus is de woning het oudste bouwwerk dat bewaard gebleven is in de gemeente. Het pand, toen gezien als de bakermat van Wingene werd door verschillende families bewoond doorheen de tijd, waaronder vanaf de 19e eeuw de families Degruytere, Delafontaine, Derycke. Het pand deed voornamelijk dienst als huurpand. Het rechtergedeelte van de site is tot op heden nog bewoond. De vroegere schrijfwijze is ‘Caplote’ of 'Capellote'. De naam zou verwijzen naar ‘kapel in het hout’ of volgens andere bronnen naar 'kapel in een open plaats in het bos'.

## Geschiedenis

### Veranderingen
De Kaplote is een onderkelderde herenboerderij die omringd was door wallen en wateringen. Op oude kaarten staat de woning als een omwalde hoeve afgebeeld, die is gelegen op een perceel dat volledig doorloopt tot aan de Tieltstraat. Oorspronkelijk was dit een vierwoonst die in de loop van de jaren omgebouwd is naar een driewoonst en uiteindelijk tot een tweewoonst.
Tot het midden van de 18 de eeuw zou het pand belangrijk zijn geweest. Bewijs daarvoor is de oude omwalling. Als tweede bewijs zou de ligging van het gebouw dit duidelijk maken, dicht bij het centrum en de kerk en tegelijkertijd een 'strategische' ligging namelijk op een overgang van zandgrond naar hoger gelegen leemgrond. Bovendien zou het huis bewoond geweest zijn door bewoners met een hoge maatschappelijke status, zoals burgemeesters en schepenen.
In het begin van de 18 de eeuw is er een uitbouw aan de woning geplaatst. Deze kan in het jaar 1756 voor het eerst op de kaarten teruggevonden worden. Zoals eerder vermeld is het huis een vakwerkconstructie. Typerend daarvoor is de houten constructie of anders gezegd het houten skelet waaruit het pand is opgebouwd. Oorspronkelijk was er maar één verdieping aanwezig. Bouwhistorisch onderzoek toont aan dat er op het einde van de 18de eeuw een tweede bouwlaag geplaatst is op het huis. Verder is er in die periode een nieuwe voorgevel voorzien in bakstenen. Binnen in het gebouw zijn er muurschilderingen van onder meer een molen en een landelijke woning aanwezig, met name in de woonkamer. Deze worden tevens gesitueerd in die 18de eeuw, door de gebruikte kleuren en technieken waaronder de lijmtempuratechniek.

### Vakwerkhoeve Beschermd Erfgoed
Vakwerkhoeves zijn voornamelijk in Limburg bewaard gebleven. Er zijn maar enkele vakwerkconstructies in de provincie West-Vlaanderen. Daarom is het gebouw als zeldzaam en erg uitzonderlijk geklasseerd. Sinds 2011 is het gebouw beschermd als monument door toenmalig bevoegd minister Geert Bourgeois. Anno 2020 is dit het enige monument in de gemeente.

#### Typische kenmerken
Voor de bouw van een vakwerkhoeve zijn er materialen en technieken die typerend zijn voor dit soort bouwwerken;
- Hout
- Leem
- Vitswerk
- Bekalking/bepleistering

#### Selectiecriteria
Er zijn verschillende criteria vooropgesteld waarmee men rekening houdt om een vakwerkhoeve te selecteren. De criteria, opgesteld door Jos Gysselinck zijn;
- Gaafheid
- Authenticiteit
- Zeldzaamheid
- Context- of omgevingswaarde

Zoals eerder vermeld zijn er slechts weinig vakwerkconstructies in België meer te vinden. Deze evolutie heeft meerdere redenen. Eerst en vooral is er meer vraag gekomen naar woningen die door steenbouw tot stand komen. Verder hebben de brandvoorschriften die er gekomen zijn sinds de tweede helft van de 17 de eeuw voor een systematische daling gezorgd van het aantal vakwerkconstructies.

## Restauratie
Na jarenlange leegstand was het gebouw volledig in verval. De gemeente besliste om het pand aan te kopen en te restaureren. Over de aankoop van het gebouw is er discussie geweest. Volgens de oppositiepartij Burgerbelangen is het gebouw te duur aangekocht en kosten de verbouwingen handenvol geld. Voor de aankoop van het huis heeft de gemeente zo'n 126 000 euro neergelegd. De renovatiekosten bedroegen ruim 900 000 euro waarvan meer dan 500 000 euro gesubsidieerd is door het Onroerend Erfgoed Agentschap.
Aan de restauratie is een voorstudie vooraf gegaan die drie jaar geduurd heeft. De renovatie zelf heeft anderhalf jaar geduurd en startte in de zomer van 2017. Deze is uitgevoerd door aannemers Monument Vandekerckhove, Aardig gedacht en Bressers architecten. Door de jaren heen zijn er al wat verbouwingen gebeurd aan het huis waardoor er verschillende bouwstijlen en technieken aanwezig zijn. Tijdens de renovatie is er geprobeerd om de bouwgeschiedenis maximaal te respecteren.  
De rode buitengevels kregen een opfrisbeurt alsook de groene ramen. De ramen zijn voorzien van dunne dubbele monumentenbeglazing. Het dak en de vloeren zijn geïsoleerd in het kader van het milieu. De originele houten balken zijn niet geschilderd. De muren binnen daarentegen kregen een laag witte verf. Opmerkelijk is dat tijdens de renovatie in de inkomhal aarden tegels gevonden zijn, dit 15 cm onder het oppervlak. Dit zou de originele vloer zijn die volledig in ere hersteld is. Verder is er nieuwe trap geplaatst om de zolderruimte te kunnen benutten.     

## Nieuwe bestemming
Na de restauratie is het gebouw aangeduid als erfgoedhuis met een zowel sociaal als culturele bestemming. In het huis zijn verschillende polyvalente ruimtes aanwezig op de benedenverdieping. Op de bovenverdieping is er ruimte voorzien om educatieve activiteiten te organiseren. Sinds 15 maart 2020 kan er getrouwd worden in het huis, op vraag van de inwoners zelf. Verder gebruikt de Heemkundige kring van de gemeente het gebouw als lokaal om te vergaderen. Er wordt naderhand nog nagedacht over extra mogelijkheden om het pand te benutten. De opening voor het grote publiek tijdens de Erfgoeddag op 28 april 2020 heeft niet kunnen plaatsvinden door de maatregelen omtrent de COVID-19 uitbraak.

## Galerij

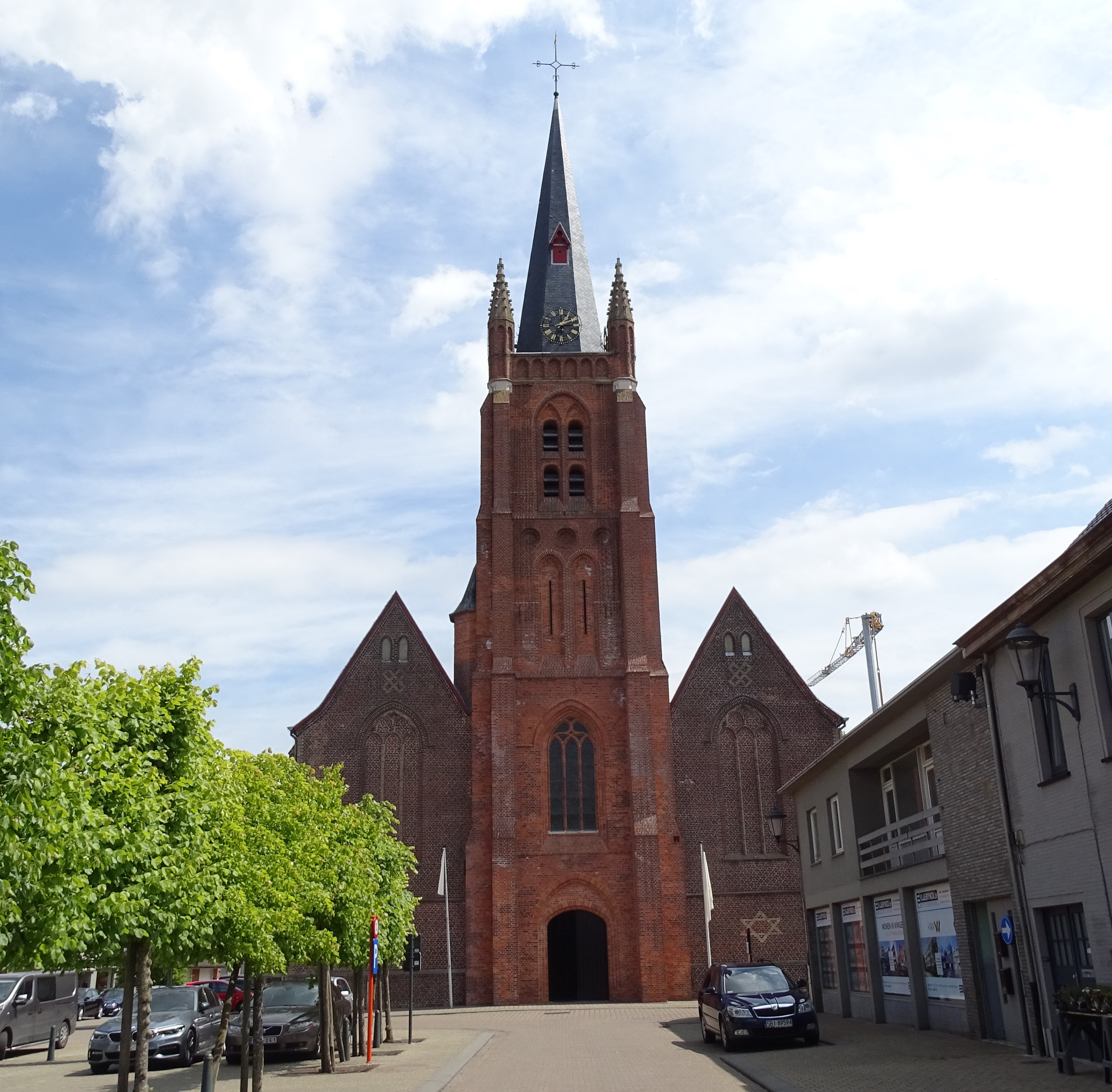
De Sint-Amanduskerk in Wingene, samen met de Kaplote een van de oudste gebouwen in de gemeente
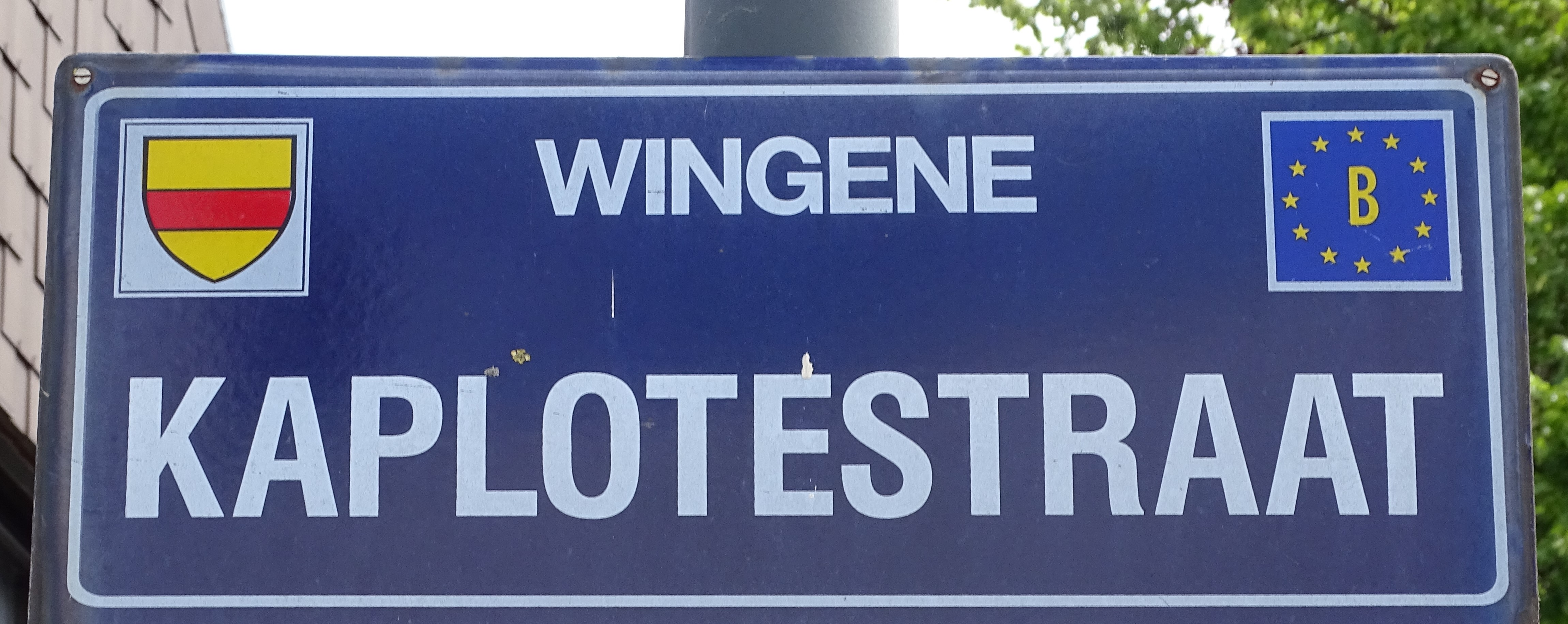
Straatnaambord gelijknamige Kaplotestraat
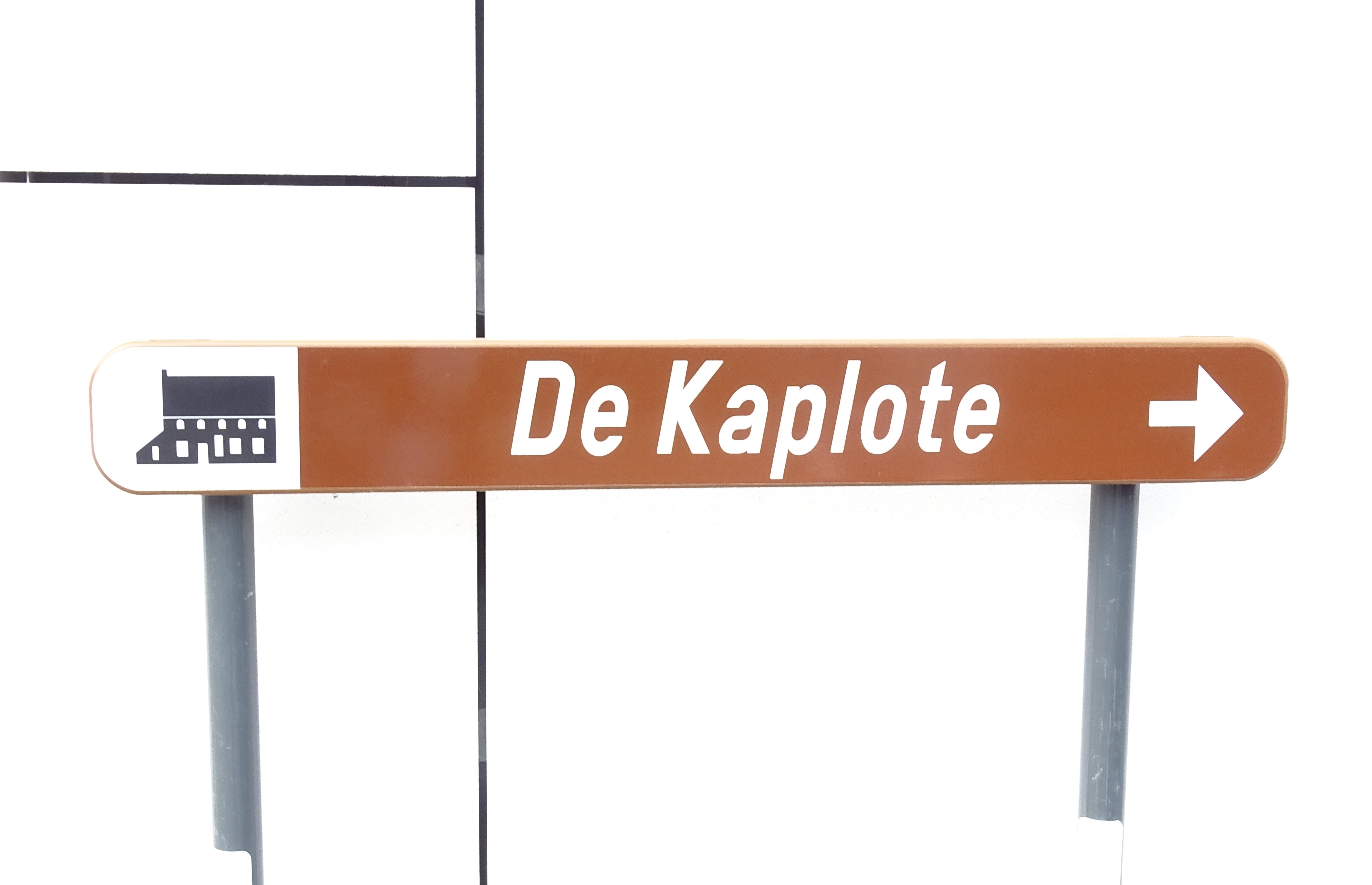
Wegwijzer naar het monument
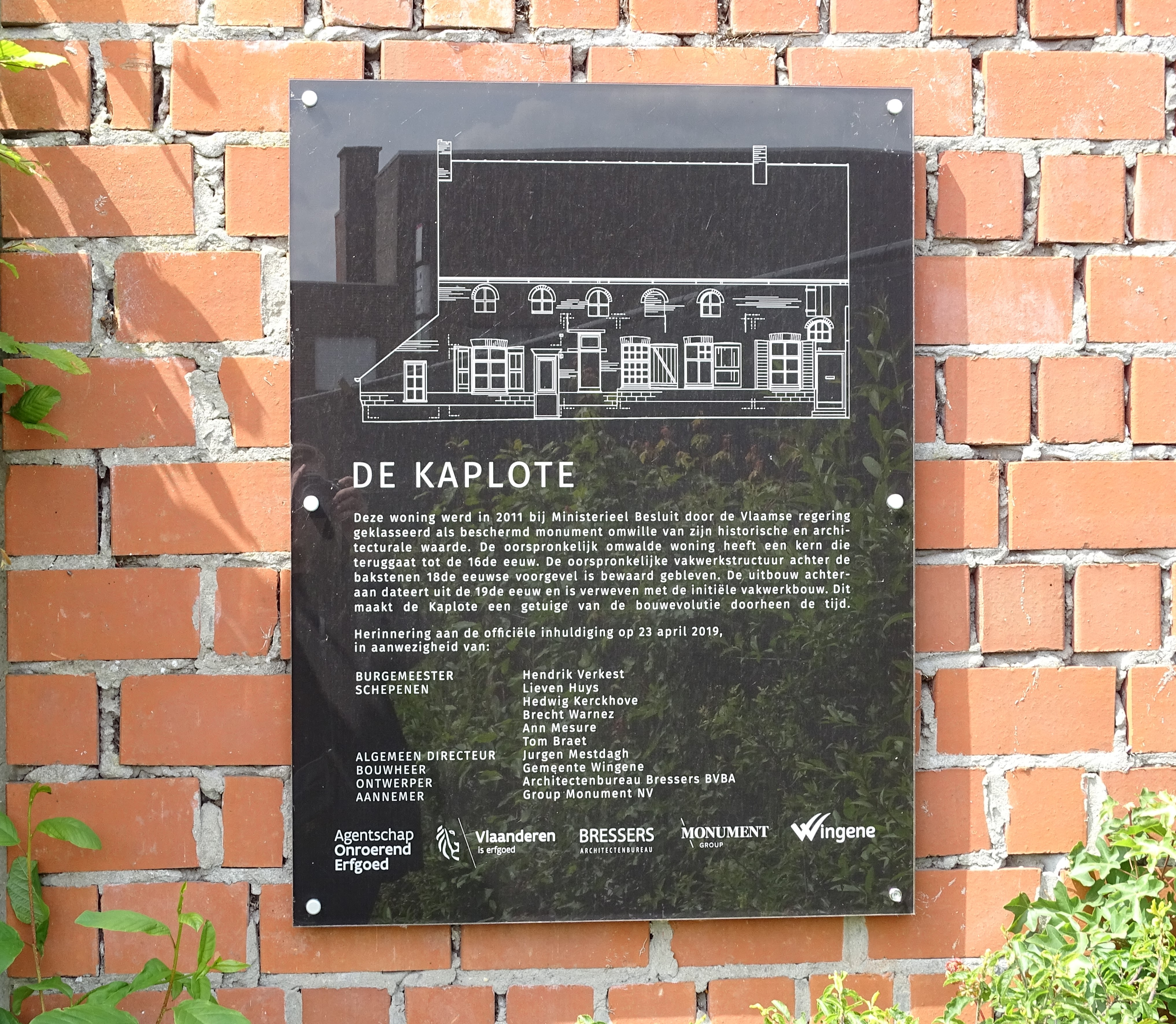
Infotegel monument
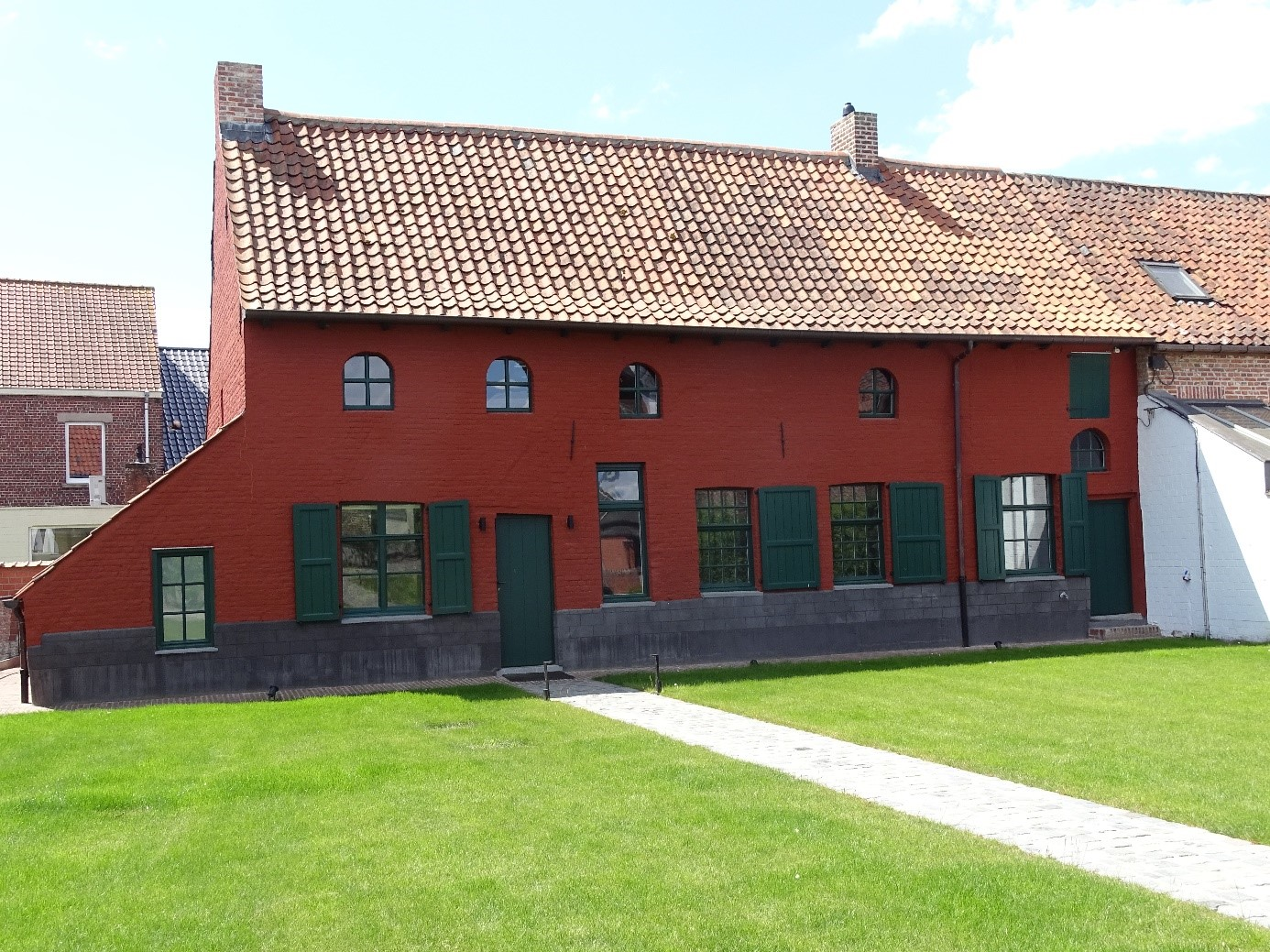
Voorgevel na de restauratie
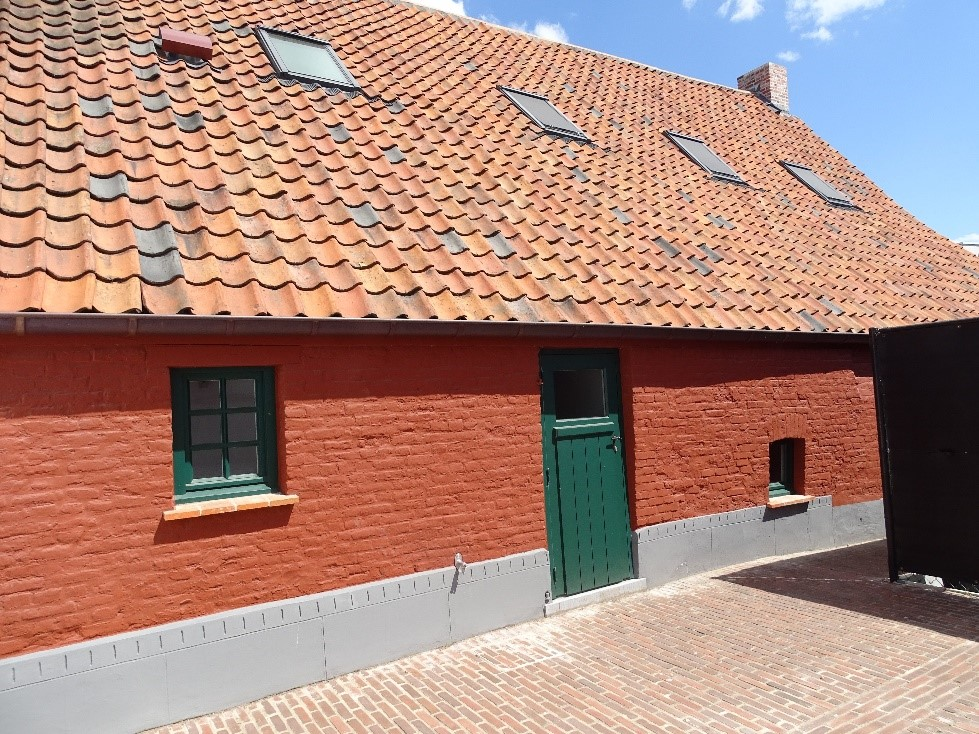
Achtergevel na de restauratie
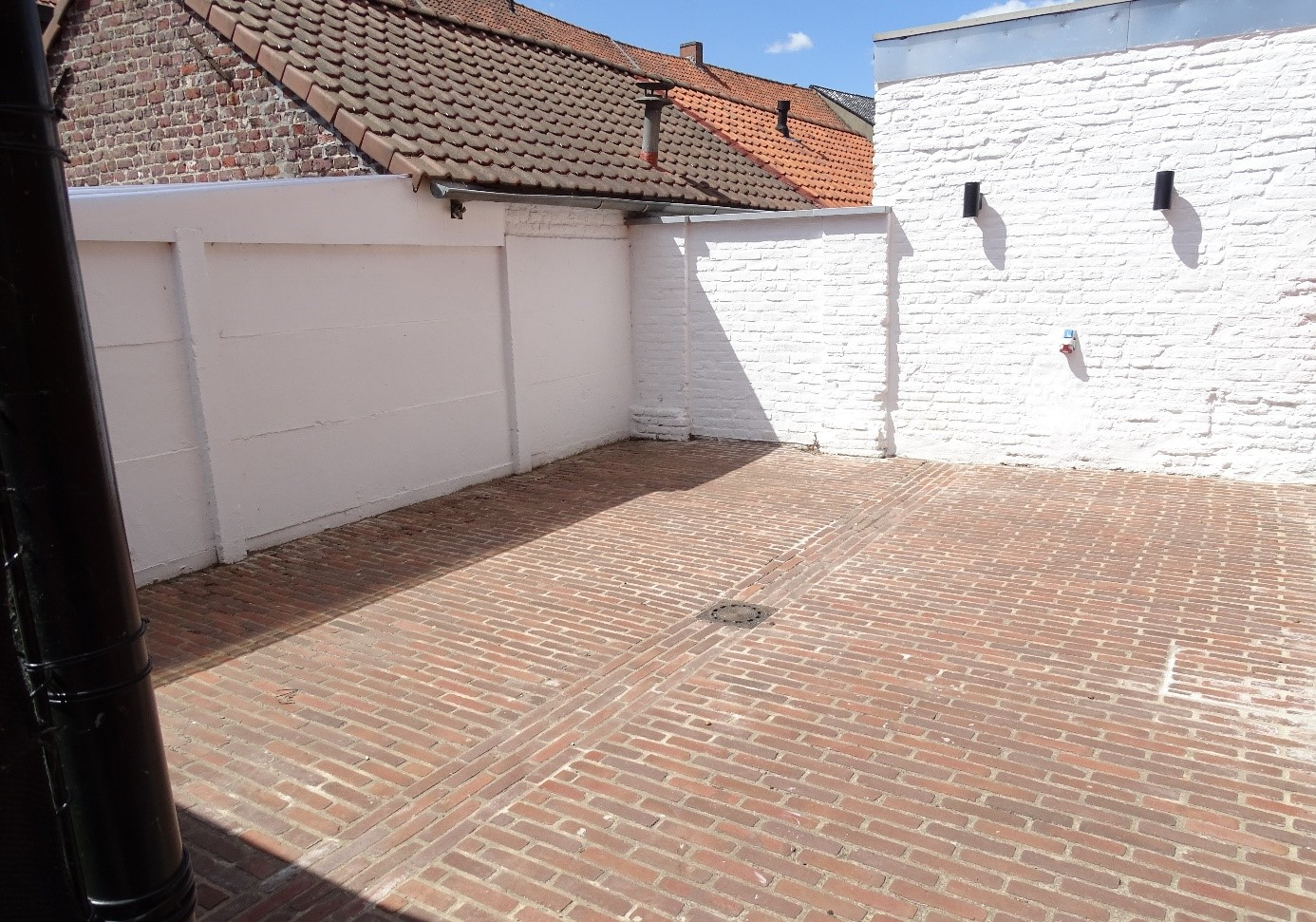
Koer aan de achterzijde